# Tre per una rapina
Tre per una rapina è un film del 1964 diretto da Gianni Bongioanni.

## Trama
Gerhard, è un giovane disegnatore tecnico a Düsseldorf, che lavora presso una fabbrica di apparecchi d'antifurto per le banche. D'accordo con tre persone: Nicola, Mario ed Hans, preparano e mettono a segno una rapina che però avrà delle conseguenze per tutti e tre.

## Conosciuto anche come
- Italia (titolo provvisorio): Il colpo